# Koixtxei

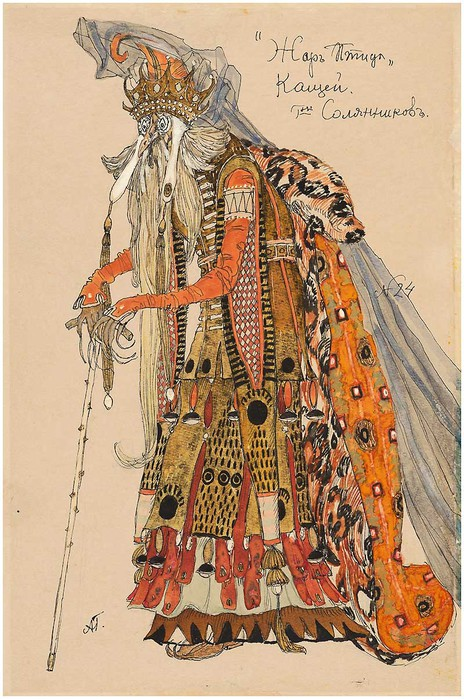
Koixtxei, 1921. Dissenys per al vestuari del ballet d'Ígor Stravinski L'Ocell de Foc

Koixtxei (també Kosxei o Kaixtxei; Коще́й en rus; Костій en ucraïnès; Kościej en polonès; Kostěj en txec) és un personatge fantàstic típic de la mitologia eslava. Koixtxei és l'arquetipus d'antagonista: se'l descriu com el raptor de la dona de l'heroi. De fet, cap conte descriu físicament Koixtxei, tot i que les il·lustracions dels contes, dibuixos animats i cinema el representen com un home molt vell i lleig. També se'l coneix com a Koixtxei l'Immortal o Koixtxei el Sense Mort (Коще́й Бессме́ртный en rus, Кості́й Безду́шний o Кощі́й Безсме́ртний en ucraïnès, Kostěj nesmrtelný en txec), o com a Tsar Koixtxei. L'ortografia de la paraula en rus i altres llengües eslaves (Kościej o Kostěj) indicaria que el nom deriva del mot kost (кость en rus, kość en polonès) que vol dir "os", implicant una aparença semblant a la d'un esquelet.

## Als contes de fades
Koixtxei no pot morir per mètodes convencionals. La seva Mort (o ànima depenent de la interpretació) està amagada fora del seu cos, dins d'una agulla, que és dins d'un ou, que és dins d'un ànec, que és dins d'una llebre, que és dins d'un cofre de ferro (el cofre de vegades és de vidre o d'or) enterrat al peu d'un roure a l'Illa de Buian al mig de l'oceà. Si la seva anima resta il·lesa, Koixtxei no pot morir. Si el cofre és descobert, la llebre fugirà; si es caça la llebre, l'ànec volarà. Si algú acaba posseint l'ou, en Koixtxei es debilita, es posa malalt i perd les seves capacitats màgiques. Si se sacseja l'ou, en Koixtxei també és sacsejat, i si es trenca l'agulla, en Koixtxei mor.
La mort de Koixtxei l'Immortal és un conte tradicional rus que Aleksandr Afanàssiev va incloure al seu recopilatori Narodnye russkie skazki. Aquest recopilatori està inclòs a l'obra d'Andrew Lang The Red Fairy Book.
Koixtxei també apareix com a antagonista a les versions russes de diversos contes tradicionals europeus.

## En la cultura popular
- És l'antagonista a l'obra d'Ígor Stravinski L'ocell de foc.
- Nikolai Rimski-Kórsakov va escriure una òpera titulada Кащей бессмертный(Koixtxei l'Immortal).
- Koixtxei és esclau de la Baba Iagà a la sèrie de còmics Hellboy de Mike Mignola.
- A la novel·la gràfica The Sandman: Fables and Reflections de Neil Gaiman, el cor de Koixtxei és una maragda.
- Koixtxei és un NPC al MMORPG RuneScape, amb el nom de "Koschei the Deathless".

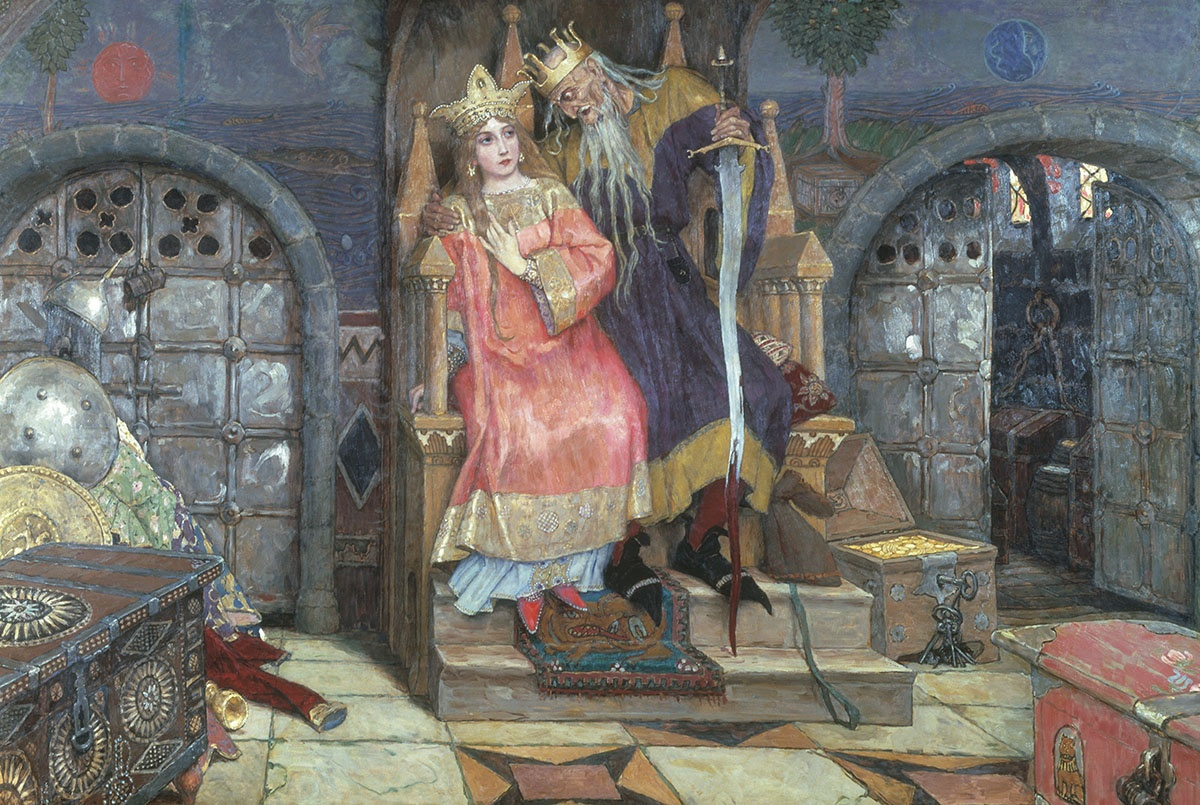
Koixtxei l'Immortal per Víktor Vasnetsov, 1926-1927.

- Al videojoc Shadowrun: Hong Kong, el personatge Racter té un drone anomenat Koschei, que si és destruït pot reconstruir-se recuperant tota la informació.
- Al videojoc Dominions 4: Thrones of Ascension, Koschei és un personatge heroic de la facció Bogarus, una facció inspirada en la Rússia medieval.